# اوکهولم
اوکهولم (به آلمانی: Ockholm) یک شهر در آلمان است که در نوردفرایسلند واقع شده‌است. اوکهولم ۳۷۳ نفر جمعیت دارد.